# نانتاوات تانسوپا
نانتاوات تانسوپا (تایلندی: นันทวัฒน์ แทนโสภา؛ زادهٔ ۲۲ فوریهٔ ۱۹۸۴) بازیکن فوتبال اهل تایلند است.